# Skógarmannafjöll
Skógarmannafjöll är en bergskedja i republiken Island. Den ligger i regionen Norðurland eystra, 290 km nordost om huvudstaden Reykjavík.